# Mancioux
Mancioux (em occitano:  Mancius) é uma comuna francesa na região administrativa da Occitânia, no departamento do Alto Garona. Estende-se por uma área de 7.22 km², com 391 habitantes, segundo o censo de 2018, com uma densidade de 54 hab/km².